# 이주연 (성우)
이주연(1973년 1월 2일 ~ )은 대한민국의 성우이다. 2000년 KBS 28기 공채 성우로 데뷔하였다.

## 출연작품

### TV 애니메이션
- 아리아 디 애니메이션 (애니맥스) - 아테나 글로리
  - 아리아 더 내츄럴 (애니맥스) - 아테나 글로리
  - 아리아 디 오리지네이션 (애니맥스) - 아테나 글로리
  - 아리아 디 아리에타 OVA (애니맥스) - 아테나
- 이누야샤 (애니원), (챔프TV) - 하쿠도시, 갓난애기
- 뫼비우스의 띠 (챔프), (애니원) - 채선우
- 신밧드: 7대양의 전설 (KBS) - 에리드
- 유희왕 듀얼몬스터즈 (챔프TV), (애니원) - 다츠
- 프로젝트 블루 지구 SOS (애니박스) - 페니 / 매기
- 헬싱OVA (애니박스) - 인테그랄 원게이츠 헬싱
- 애니매트릭스 (SBS) - 역사가(줄리아 플레쳐)
- D.N.ANGEL (애니원) - 트루디 / 안나 / 나딘 / 가이드 / 어린 한스 / 기자

### 외화

#### 드라마
- 로스트 (KBS) - 썬 (김윤진)
- 미스트리스 - 위험한 연인들 (KBS) - 알렉스 (애나 토브)

#### 영화
- 10일안에 남자친구에게 차이는 법 (KBS) - 스피어스(마이클 미셸)
- 굿바이 만델라 (KBS) - 교도소장의 부인(클레어 벌라인) / 만델라의 딸(테리 페토)
- 네이키드 웨폰 (SBS) - 아정 외
- 달려라 조니 (KBS) - 보니 (레이첼 마리암 사이디니)
- 미녀 삼총사 2 (SBS) - 보슬리 엄마 (자넷 뒤부아)
- 매드 맥스 2 (SBS) - 여전사(버지니아 헤이) / 주민(아키 화이틀리)
- 반지의 제왕 2 (SBS) - 모르웬 (로빈 말콤)
- 빅히트 (SBS) - 샨텔 (렐라 로천) / 팸 엄마 (레이니 카잔)
- 사랑도 리콜이 되나요 (KBS) - 리즈(조앤 쿠삭) / 페니(조엘 카터)
- 사선에서 (KBS) - 팸 (패트리카 다르보)
- 우주전쟁 (SBS) - 프로듀서(카밀라 세인즈) / 방송 앵커(로즈 아브람스)
- 미지의 코드 (SBS)
- 007 문레이커 (KBS)
- 스몰 솔저 (KBS)
- 007 네버다이 (KBS)

### 내레이션
- W (MBC)
- 닥터스 (MBC)
- 시사기획 쌈 (KBS)
- KBS스페셜 (KBS)
- 우리 아이가 달라졌어요 (SBS)
- 긴급출동 SOS 24 (SBS)
- 재앙에서 축복으로, 빗물 (SBS)
- 하나뿐인 지구 (EBS)
- 휴먼다큐 사랑 단 하나의 약속 (MBC)
- 휴먼다큐 사랑 진실이 엄마Ⅱ - 환희와 준희는 사춘기 (MBC)
- 다큐공감 166회 : 엄마의 석양 (KBS1)
- 다큐공감 267회 : 삼동마을 옥희씨 (KBS1)

### 광고
- LG텔레콤
- S-OIL
- 쌍용자동차 - 액티언
- 코란도 (쌍용자동차)
- 공익광고협의회 - 당신의 말을 기다리고 있습니다
- 현대모비스
- 포스코건설 - 더샾
- 하이모 (성우:이규화)

### 라디오 드라마
라디오 독서실 (KBS 2라디오)
- 2000.02.20 차현숙 <서울, 밀레니엄 버그>
- 2000.02.27 김이정 <길 위에서 중얼거리다>
- 2000.03.26 김현영 <냉장고> (파출부)
- 2000.04.09 정길연 <사랑의 무게>
- 2000.04.16 민경현 <평실이 익을 무렵> (여인)
- 2000.05.14 한  강 <붉은 꽃 속에서>
- 2000.06.18 이만교 <결혼은 미친 짓이다>
- 2000.07.02 이경자 <情은 늙지도 않아>
- 2000.07.09 이문구 <장곡리 고욤나무> (봉출 처)
- 2000.07.23 조경란 <나의 자줏빛 소파>
- 2000.08.06 원재길 <삼촌의 좌절과 영광> (식당 주인)
- 2000.08.27 조앤 롤링 <해리 포터와 마법사의 돌>
- 2000.09.24 서하진 <기차가 지나는 마을>
- 2000.10.01 하성란 <삿뽀르 여인숙>
- 2000.10.15 박범신 <그해 가장 길었던 하루> (분순 모)
- 2000.11.12 김다은 <위험한 상상> (학교 징계위원회1)
- 2000.11.26 한창훈 <춘희> (여자2)
- 2000.12.10 박완서 <아주 오래된 농담>
- 2000.12.17 차현숙 <아령>
- 2001.02.11 황석영 <모랫말 아이들>
- 2001.03.11 김종광 <모내기 블루스>
- 2001.04.22 김연수 <굳빠이, 이상> (여자)
- 2001.05.06 안도현 <짜장면>
- 2001.05.13 이만교 <머꼬네 집에 놀러올래>
- 2001.07.08 한창훈 <세상의 끝으로 간 사람> (분식점 주인)
- 2001.07.15 공지영 <우리는 어디로 와서 어디로 가는가>
- 2001.07.22 성석제 <쾌활 냇가의 명랑한 곗날>
- 2001.08.05 최인호 <달콤한 인생>
- 2001.08.12 박범신 <외등>
- 2001.09.09 하성란 <저 푸른 초원위에> (여주인)
- 2001.12.09 김종광 <많이 많이 축하드려요> (아줌마1)
- 2001.12.16 미아 윤 <파란대문집 아이들>
- 2001.12.30 김중미 <괭이부리말 아이들>
- 2002.01.13 정다일 <강물의 대화> (상인)
- 2002.02.10 조정래 <한강> (어머니)
- 2002.03.10 이혜경 <고갯마루> (애경)
- 2002.04.07 김주영 <멸치> (여자)
- 2002.04.21 윤영수 <이인소극> (여자)
- 2002.05.05 김주현 <사과도둑 일라일라>	(부인)
- 2002.05.12 하성란 <파리> (주인 여자)
- 2002.06.02 정길연 <그 여자, 무희> (어머니)
- 2002.06.16 임철우 <등대> (은분)
- 2002.06.23 문순태 <정읍사, 그 천년의 기다림> (도림 모)
- 2002.07.14 윤후명 <나비의 전설> (동 직원)
- 2002.08.04 성석제 <황만근은 이렇게 말했다> (어머니)
- 2002.09.01 허경진 <허균 평전> (기생1)
- 2002.09.08 한승원 <물보라> (할머니)
- 2002.09.22 이순원 <망배> (어머니)
- 2002.11.03 공선옥 <그것은 인생> (엄마)
- 2002.12.01 이혜경 <꽃그늘 아래> (해설)
- 2002.12.08 정목 스님 <마음 고요> (은사스님)
- 2003.01.12 신춘문예 <詩가 있는 아름다운 풍경> (시 낭송)
- 2003.02.09 김수경 <아내> (해설)
- 2003.05.04 김동화 <황토빛 이야기>
- 2003.06.08 구효서 <아침 깜짝 물결무늬 풍뎅이> (해설)
- 2004.02.08 정창근 <남사당의 노래> (해설)
- 2005.01.30 김수정 <청혼하려다, 죽음을 강요당한 사내> (해설)
- 2005.03.20 한창훈 <깊고 푸른 강> (해설)
- 2006.01.15 김인숙 <그여자의 자서전> (나 / 해설)
- 2006.04.30 김재영 <코끼리> (해설)
- 2006.06.25 한창훈 <나는 여기가 좋다> (해설)
- 2006.12.10 고려산 <금금용의 택시일지> (해설)
- 2007.05.06 한창훈 <아버지와 아들> (해설)
- 2007.09.09 장경섭 <종이비행기> (해설)
- 2007.10.21 고연옥 <발자국 안에서> (해설)

KBS 무대 (KBS 한민족 방송)
- 2000.02.27 축! 이혼기념일
- 2000.03.12 피자 그리고 블루마운틴
- 2000.04.02 두 번째 첫사랑
- 2000.04.09 마음의 끈
- 2000.04.23 원 스트라이크 원볼 (여비서)
- 2000.05.07 봄이 오는 소리 (윤자 딸)
- 2000.05.28 사랑을 고백해 드립니다
- 2000.06.11 저 골짜기 외딴 오두막집에
- 2000.06.18 그 애 이름은 나영이
- 2000.07.09 그대가 이 세상에 있는 것만으로
- 2000.07.16 죽고 싶은 남자, 살고 싶은 여자
- 2000.07.23 새의 눈물 (간호사)
- 2000.07.30 왕태규씨의 용궁 탈출기
- 2000.08.06 바다 정거장
- 2000.08.13 셀비어 향기는 바람에 날리고 (여자)
- 2000.08.20 고도의 영혼
- 2000.08.27 오계장을 위한 건배
- 2000.09.03 동행 (노파1)
- 2000.09.10 아버지의 땅 (정자)
- 2000.09.17 한 여름밤의 꿈 (장모)
- 2000.10.08 사과나무에 부는 바람
- 2000.10.15 문밖에서 (김씨)
- 2000.10.22 사랑하는 사람들
- 2000.10.29 왕따를 위한 동화
- 2000.11.05 호랑이를 찾아서
- 2000.11.19 세상속으로 걷다
- 2000.12.17 어디서 무엇이 되어 다시 만나리 (시모)
- 2001.01.07 세심사
- 2001.01.14 아름다운 타인 (간호사)
- 2001.01.21 겨울 꽃비
- 2001.02.04 아빠랑 사우나에 가다
- 2001.02.18 2박 3일의 행복
- 2001.03.04 욕쟁이 국밥집
- 2001.03.11 유원지에서 길을 잃다
- 2001.03.18 피노키오의 눈물
- 2001.04.01 K의 꿈
- 2001.04.15 그들이 헤어진 후에
- 2001.04.29 도시 속을 걷는 낙타
- 2001.05.20 홍서 (유모)
- 2001.05.27 그 여자가 사는 법
- 2001.06.03 울음소리
- 2001.06.10 새터장날 (여주인)
- 2001.06.24 그 여름의 그림자
- 2001.07.01 그녀의 속눈썹은 짧았다
- 2001.07.08 과거를 물어주세요
- 2001.07.15 아버지의 나라 (며느리)
- 2001.07.22 남편을 빌려드립니다
- 2001.07.29 멍에
- 2001.08.05 그녀를 위한 모노드라마
- 2001.08.26 낮에 나온 반달
- 2001.09.02 그 여자의 성 (간호사)
- 2001.09.16 귀여운 여인
- 2001.09.23 아름다운 사랑 슬픈 이별
- 2001.09.30 어른들만 듣는 동화
- 2001.10.07 길동무
- 2001.10.14 그대 다시는 사랑하지 않으리
- 2001.10.21 낮은 음자리 (할머니)
- 2001.10.28 계약이혼 (여자3)
- 2001.11.18 그 여자에게 생긴 일 (유혜란)
- 2001.12.02 지상에 없는 여자 (구청회 모)
- 2002.01.13 아직은 돌아가야 할 곳 (약사)
- 2002.01.20 강(江)의 저쪽 (아줌마)
- 2002.01.27 아버지에게 가는 길 (국밥집 주인)
- 2002.02.03 나는 지금 705호 여자를 만나러 가야 한다 (미술선생)
- 2002.02.10 임오생(壬午生) 두 김씨 (오출 모)
- 2002.02.24 제 아내는 외출중입니다 (의사)
- 2002.03.03 꿈의 바다 (기계음)
- 2002.03.17 기러기 아빠 (의사)
- 2002.04.07 꽃님이의 봄! 봄!! (아낙)
- 2002.04.14 엄마의 바다 (아이1)
- 2002.04.28 아내에게도 봄날은 있다 (할머니)
- 2002.05.05 영자야! 영자야! (시어머니)
- 2002.05.12 그녀들이 사는 집 (여자2)
- 2002.05.19 소(牛)를 찾아서 (보살2)
- 2002.05.26 지성마트 4남매 (여자1)
- 2002.06.02 누가 할단새를 보았는가 (의사2)
- 2002.06.09 어느 날 만남이 있었기에 (스님)
- 2002.06.16 탄생일기 (의사1)
- 2002.07.07 당신이 내가 될 때 (실장)
- 2002.08.18 울음소리 (오정아)
- 2002.09.01 농담 - 에피소드2 (대업 모)
- 2002.09.08 먼길 (친구1)
- 2002.09.22 어머님은 오늘도 동구밖에 계신다 (고모)
- 2002.09.29 소크라테스와 불돌이 (순자)
- 2002.10.06 한심한 청춘 (슈퍼댁)
- 2002.11.10 자폐를 위한 소나타 (희원 모)
- 2002.11.17 가을 이중주 (사람2)
- 2002.11.24 비목어(比目魚)의 사랑 (은조 모)
- 2002.12.15 최고의 향기 (장사치)
- 2002.12.29 스물 아홉 (성희母)
- 2003.10.05 After The Time (해설)
- 2004.08.29 두려움 뒤엔... 그리움이 있다 (정마담)
- 2007.03.24 유년의 풍경 속으로 버스는 달린다 (인수 모)
- 2008.06.28 모르는 여자 (지니)
- 2009.01.24 어머니의 새해 (현숙)
- 2011.12.24 나를 연애하게 하라 (수진)
- 2012.07.21 그리고 아무 말도 하지 않았다 (정아)
- 2012.12.15 우리 반 대걸레가 죽었다 (계은수)
- 2013.02.16 야만인의 침대 (손주희)

판타지 특급 (KBS 2라디오)
- 2001.04.09 ~ 2001.06.30 <드래곤 라자> (시오네)

다큐멘터리 인물과 사건 (KBS 1라디오)
- 2003 ~ 2006.10.22 (진행 / 해설)

엄길청의 성공시대 (KBS 2라디오)
- 2005.08.15 ~ 2005.08.27 제48화 김동수! 명품 도자기의 신화 (아내)